# 오공 (전한)
오공(吳公, ? ~ ?)은 전한 전기의 관료로, 여남군 상채현(上蔡縣) 사람이다. '공'은 존칭으로, 이름자는 알 수 없다.

## 행적
가의가 학문으로 명성을 떨치니, 하남수 오공은 그를 불러들여 문하에 두고 매우 총애하였다.
문제가 갓 즉위하였을 때 하남수 오공은 치적이 으뜸이라는 평을 듣고 있었는데, 문제는 그가 이사와 같은 고향 출신이고 또 동문수학한 사이였음을 알고는 정위에 임명하였다. 정위에 임명된 오공은 가의가 어린 나이에 제자백가의 학술에 통달하였다며 문제에게 천거하였고, 문제는 가의를 박사(博士)로 발탁하였다.

## 출전
- 사마천, 《사기》
  - 권84 굴원가생열전
- 반고, 《한서》
  - 권19하 백관공경표 下
  - 권48 가의전

| 전임 위맹 | 전한의 정위 기원전 179년 ~ ? | 후임 하 |